# Jordi LP
Jordi LP, nombre artístico de Jordi López Peña (Esplugas de Llobregat, Barcelona, 1962), es un cómico y cantante español. A principios de la década de 1990 se convirtió en una figura popular de la televisión española. En la actualidad está especializado en convenciones de empresa.

## Inicios profesionales
Desde pequeño, el joven Jordi demostró notables dotes para el humor y la improvisación. Como muestra de esta vocación, y según el mismo cuenta, superó en su infancia un problema de dicción imitando su propio tartamudeo y haciendo reír a sus compañeros de clase en el colegio.
Con tan sólo 17 años comenzó a actuar en discotecas aledañas a Segur de Calafell, Tarragona, a las que, en palabras del propio cómico, acudían conocidos delincuentes habituales de la época como "el Vaquilla" o "el Torete". Pero fue con 25 años, cuando trabajaba en una empresa de sistemas de vídeo, el momento en el que decidió convertirse en un profesional de esto de hacer reír. Fue entonces cuando comenzó a labrarse un nombre como cómico recorriendo fiestas de pueblos, discotecas y convenciones privadas.

## Televisión
Gracias a estos trabajos le llegó la oportunidad de participar en la televisión autonómica catalana y dar el salto definitivo a la fama. Jordi LP comenzó a trabajar entonces en TV3. Primero en el programa Tres pics i repicó, en el que interpretaba a"El Bocagrossa" junto a peculiares personajes como "La Vicenteta", y más tarde en El Joc del Segle. En esta época también participó en el programa Pero esto qué...es de TVE.
Desde entonces ha trabajado en televisión casi de forma ininterrumpida y es considerado por crítica y público como uno de los mejores cómicos en activo de España. En las temporadas 1991-1992 permaneció como artista fijo en Telecinco, engrosando la nómina de humoristas de la cadena, que contaba por entonces con nombres como Juanito Navarro, Pepe Da-Rosa Jr., o Félix "el gato", entre otros muchos. Durante esta etapa participó en los espacios de humor y musicales Tutti Frutti, Entre platos anda el juego y Ven a cantar (1993 y 1994). En Telecinco copresentó también junto a Bertín Osborne el popular programa La batalla de las estrellas. En los años 97 y 98 condujo Surti com surti y durante junio, julio y agosto del año 2000 participó en el programa Passi-ho bé en TV3. Más tarde, también a principios del nuevo milenio, actuó en la gala especial Maratón del humor en Vía Digital y Antena 3. En fechas más recientes presentó Forat 18, en TV3 (2005-2006) y Dissabte Show en el Canal Catalá (2007). En los años 2005 y 2006 intervino, respectivamente, en el programa de televisión de Telemadrid 24 canciones para el olvido, dirigido entonces por Valerio Lazarov, así como en el popular espacio Sábado Noche en el primer canal de TVE.
Tras muchos años en el olvido, en octubre de 2022, el empresario aragonés Luis Pardos le contrata para trabajar en la revista "De boca en boca" junto a María Jesús y su acordeón, en las Fiestas del Pilar en Zaragoza.

## Radio
En la temporada 98-99 condujo el programa de radio Ondia Catalunya en Radio Salud y en 2005 y 2006 presentó en Onda Rambla un programa sobre golf, deporte que se encuentra entre sus grandes pasiones.

## Cine
En 1996 participó en la película "Escenes d´una orgia a Formentera" del director Francesc Bellmunt, interpretando el personaje de un paparazzi.

## Teatro
Su debut en solitario como actor de teatro tuvo lugar en el Teatro Club Capitol de Barcelona en el año 2011, con la obra "Er camino Santiago" de Ángel Alonso. En este espectáculo interpretaba 28 personajes diferentes.

## Premios
En el año 2002 recibió el Premio ARC al mejor humorista del año por parte de la Asociación de Representantes de Cataluña y Baleares.